# Benn’s Island
Benn’s Island, wurde früher auch Church Eyot, Kember’s Eyot und manchmal auch Benn’s Ait genannt. Die Insel ist heute nach dem Besitzer einer nicht mehr existierenden Bootswerkstatt benannt. Die Insel befindet sich in der Themse nahe dem Ufer von Middlesex bei Hampton im London Borough of Richmond upon Thames oberhalb des Molesey Lock und ist in Privatbesitz. Der Fluss zwischen dem Ufer von Middlesex und der Insel ist flach, aber für kleine Boote mit Vorsicht befahrbar.
Im 19. Jahrhundert wurde die Insel vom heute auf dem Sunbury Lock Ait beheimateten Thames Valley Sailing Club genutzt, der seinen Sitz auf einem an der Insel festgemachten Hausboot hatte, das 1900 durch ein Feuer zerstört wurde. Seit 1945 ist die Insel an den Hampton Sailing Club verpachtet. 1962 wurde dessen Clubhaus auf Pfählen vor die Insel gebaut. Großflächige Bauarbeiten und die Pfähle hinterlassen bei einem flüchtigen Beobachter den Eindruck, die ganze Insel sei künstlich angelegt; es handelt sich allerdings nur um umfangreiche Erweiterungen der Insel.
Das Clubhaus ist mit Benn’s Alley, einer schmalen Slipanlage am nördlichen Flussufer, durch eine handbetriebene Personen-Kettenfähre am flussabwärts gelegenen Ende der Insel verbunden. Die Hampton Ferry verbindet die Insel mit Molesey.